# Satoshi Shingaki
Satoshi Shingaki (新垣 諭, Shingaki Satoshi) est un boxeur japonais né le 21 février 1964 à Itoman.

## Carrière
Passé professionnel en 1982, il obtient une première chance mondiale le 10 décembre 1983 en affrontant le philippin Dodie Boy Penalosa pour le titre inaugural de champion IBF des poids mi-mouches. Battu par arrêt de l'arbitre au 12e round, il remporte le titre vacant de champion du monde des poids coqs IBF le 15 avril 1984 après sa victoire au 8e round face à Elmer Magallano. Shingaki défend sa ceinture contre Joves De La Puz puis la perd face à l'australien Jeff Fenech le 26 avril 1985. Battu également lors du combat revanche, il met un terme à sa carrière en 1990 sur un bilan de 11 victoires, 3 défaites et 1 match nul.